# Roulans
Roulans je francouzská obec v departementu Doubs v regionu Burgundsko-Franche-Comté. Žije zde přibližně 1 100 obyvatel.

## Geografie

### Sousední obce
| Růžice kompasu | Pouligney-Lusans | Vennans | Saint-Hilaire Breconchaux | Růžice kompasu |
| Růžice kompasu | Sever            |         |                           | Růžice kompasu |
| Růžice kompasu | Roulans          |         |                           | Růžice kompasu |
| Růžice kompasu | Jih              |         |                           | Růžice kompasu |
| Růžice kompasu | Deluz            | Laissey | Ougney-Douvot             | Růžice kompasu |